# Cambuci (distretto di San Paolo)
Cambuci è un distretto (distrito) della zona centrale di San Paolo in Brasile, situato nella subprefettura di Sé. 

## Descrizione
È un'area abitata principalmente dalla classe media.